# Ren Bishi
Ren Bishi, född 30 april 1904 i Xiangyin, Hunan, död 27 oktober 1950 i Peking, var en kommunistisk kinesisk politiker som spelade en ledande roll i uppbyggnaden av Kinas kommunistiska parti fram till 1950.